# I Dreamed a Dream (альбом)
I Dreamed A Dream — дебютний альбом шотландської співачки Сюзан Бойл.
Альбом зайняв перші позиції у чартах Великої Британії та США, а також багатьох інших країн світу (Аргентина, Австралія, Данія, Ірландія, Канада, Нова Зеландія, Швейцарія). Ще до офіційної дати релізу альбом посів перше місце за кількістю попередніх продаж на сайті Amazon. У Великій Британії альбом став найуспішнішим дебютним альбомом за всю історію. В США альбом відразу ж посів перше місце у хіт-параді Billboard 200.
Альбом містить 12 треків, серед них кавер-версії таких відомих пісень як Wild Horses гурту The Rolling Stones, You'll See Мадонни, сентиментальна Cry Me a River і звичайно ж пісня I Dreamed a Dream, яка зробила Бойл всесвітньою зіркою.

## Трекліст
| #   | Назва                  | Автор                                                    | Original artist                   | Тривалість |
| --- | ---------------------- | -------------------------------------------------------- | --------------------------------- | ---------- |
| 1.  | «Wild Horses»          | Mick Jagger, Keith Richards                              | The Rolling Stones                | 4:55       |
| 2.  | «I Dreamed a Dream»    | Claude-Michel Schönberg, Alain Boublil, Herbert Kretzmer | Patti LuPone, from Les Misérables | 3:11       |
| 3.  | «Cry Me a River»       | Arthur Hamilton                                          | Julie London                      | 2:43       |
| 4.  | «How Great Thou Art»   | Carl Boberg                                              | Christian Hymn                    | 3:13       |
| 5.  | «You'll See»           | Madonna, David Foster                                    | Madonna                           | 4:43       |
| 6.  | «Daydream Believer»    | John Stewart                                             | The Monkees                       | 3:20       |
| 7.  | «Up to the Mountain»   | Patty Griffin                                            | Patty Griffin                     | 3:32       |
| 8.  | «Amazing Grace»        | John Newton                                              | Christian Hymn                    | 3:35       |
| 9.  | «Who I Was Born to Be» | Audra Mae, Johan Fransson, Tobias Lundgren, Tim Larsson  | Original composition              | 4:10       |
| 10. | «Proud»                | Steve Mac, Wayne Hector, Andy Hill                       | Britannia High                    | 3:22       |
| 11. | «The End of the World» | Arthur Kent, Sylvia Dee                                  | Skeeter Davis                     | 3:16       |
| 12. | «Silent Night»         | Josef Mohr, Franz Xaver Gruber                           | Christian Christmas Hymn          | 3:00       |